# دنیس کینیونز
دنیس کینیونز (به اسپانیایی: Denise Quiñones) (زادهٔ ۹ سپتامبر ۱۹۸۰) هنرپیشه و مدل اهل پورتوریکو است. او چهارمین زن از پورتوریکو بود که برندهٔ جایزهٔ دوشیزهٔ جهان شد. پیش از برگزاری مسابقهٔ دوشیزهٔ جهان، او در سال ۲۰۰۱ شایستگی خود را در «دوشیزهٔ شایستهٔ پورتوریکو» در لاریس نشان داد. کینیونز از سال ۲۰۱۰ در سانتو دومینگو زندگی می‌کند.
کینیونز مدیر ملی «خانم شایستهٔ پورتوریکو» است.